# Robin Stjernberg
Robin Stjernberg születési nevén Robin James Olof Stjernberg (Hässleholm, Svédország, 1991. február 22. –) svéd énekes és dalszerző. Robin képviselte hazáját a 2013-as Eurovíziós Dalfesztiválon Malmőben a You című dalával, ahol a 14. helyezést érte el 64 ponttal.

## Kezdetek, What'a Up
Robin megnyerte a Sommarchansent Malmőben 2006-ban. 2007-ben részt vett egy rendezvényen a Globe Színházban, ahol 15 döntős versengett azért, hogy egy fiúbanda tagja lehessen. Ő volt az egyike a négy kiválasztott fiúnak, akik egy csapatot alkotva, létrejött a Wat's Up. A további három tag, Eric Saade, Luwdig "Ludde" Keijser és Johan Yngvesson.
2008-ban már országos turnéra indultak. Ugyanebben az évben a Disney által gyártott Camp Rock című film svéd betétdalát ők énekelték el. Ugyanebben az évben az együttes kiadta első albumát, mely az In Pose névre hallgat. Egy hétig az összesített svéd slágerlistán a 40. helyen állt.
2009-ben, amikor Eric kilépett az együttesből, Johannes Magnusson jött a helyére.
Két kislemez is bekerült a Sverigetopplistan: "Go Girl!" ami az 5. helyet kapta és az "If I Told You Once" ami a 16. helyen landolt.
Ő eddig a második, aki ebből a zenekarból kikerül az Eurovíziós Dalfesztiválra. Eric Saade 2011-ben képviselte hazáját.

## A svédIdol
Robin 2011-ben jelentkezett a versenyre, ahol második helyen végzett.
Előadás
| Dátum          | Verseny szakasza | Előadott dal                                         | Eredeti előadó                     | Eredmény                |
| -------------- | ---------------- | ---------------------------------------------------- | ---------------------------------- | ----------------------- |
| n/a            | Válogató         | "Who You Are"                                        | Jessie J                           | Sikeresen tovább jutott |
| Szeptember 26. | Negyeddöntő      | "Breakeven"                                          | The Script                         | Sikeresen tovább jutott |
| Szeptember 30. | Elődöntő         | "Animal"                                             | Neon Trees                         | Sikeresen tovább jutott |
| Október 7.     | Top 11           | "California King Bed"                                | Rihanna                            | Sikeresen tovább jutott |
| Október 14.    | Top 10           | "Alla Vill Till Himmelen Men Ingen Vill Dö"          | Timbuktu                           | Sikeresen tovább jutott |
| Október 21.    | Top 9            | "Halo"                                               | Beyoncé                            | Sikeresen tovább jutott |
| Október 28.    | Top 8            | "When a Man Loves a Woman"                           | Percy Sledge                       | Sikeresen tovább jutott |
| November 4.    | Top 7            | "Who You Are"                                        | Jessie J                           | Sikeresen tovább jutott |
| November 11.   | Top 6            | "Reach Out, I'll Be There"                           | The Four Tops                      | Sikeresen tovább jutott |
| November 18.   | Top 5            | "Bohemian Rhapsody" és "Pride (In the Name of Love)" | Queen; U2                          | Sikeresen tovább jutott |
| November 25.   | Top 4            | "Let Me Entertain You" és "You Raise Me Up"          | Robbie Williams; Josh Groban       | Sikeresen tovább jutott |
| December 2.    | Top 3            | "Dedication to My Ex (Miss That)" és "Love Is Gone"  | Lloyd; David Guetta & Chris Willis | Sikeresen tovább jutott |
| December 9.    | Döntő            | "In My Head", "Halo" és a győztes dal "All This Way" | Jason Derülo; (Beyoncé)            | 2. (48%)                |

A 2011-es svéd Idol győztese Amanda Fondell lett kevés különbséggel, 52%-kal.

## AzIdolután

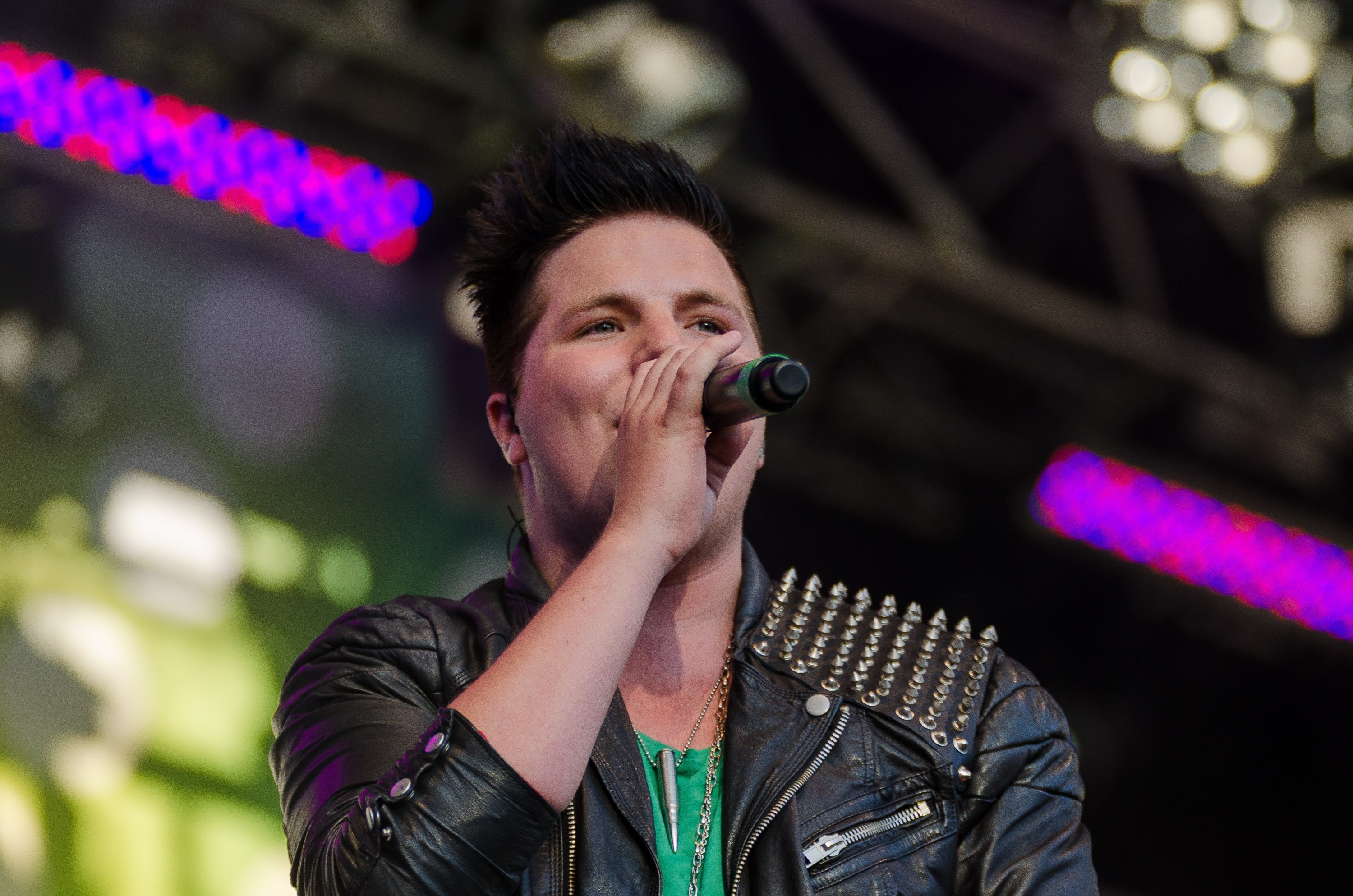
Robin 2012-ben

2011. december 2-án kiadta első saját kislemezét, az "All This Way"-t. A dal hivatalosan Amanda Fondell énekli, mert Robin csak átdolgozta. Robin szerződést írt alá a Lionheart Music Group kiadóval.
2012. január 4-én megjelentetett egy saját Idol-összeállítást, a My Versions.

## 2013:MelodifestivalenésEurovízió
Robin részt vett a 2013-as Melodifestivalenen a "You" című dalával. Dalát február 23-án, a negyedik elődöntőben adta elő, Malmőben. A nyolc elődöntős közül a harmadik helyezést kapta, ami nem lett elég ahhoz, hogy egyenesen a döntőbe jusson, hanem a "Második esély" fordulóba.
A március 2-án "Második esély" fordulót Karlstadban, a Löfbergs Lila Arénában rendezték. Mint az elődöntőkben, itt is nyolc előadó küzdött, hogy bekerüljön a döntőbe. Az első fordulóban három, a legkevesebb szavazatot érő dal kiesett, Robin a szavazásban második helyen állt. Kis idő elteltével újra lehetett szavazni, és a legkevesebb szavazatot kapott előadót kiejtették, Robin a szavazásban harmadik helyen állt. Majd a maradék négy dalt két csoportra osztva párbajoztatták egymással. Stjernberg megnyerte a Martin Rolinskivel folytatott "harcát", így barátjával Anton Ewalddal közösen továbbjutottak a döntőbe.
A döntőben a nemzeti zsűri által kiosztott pontok őt juttatták az első helyre. Ezután jött a nézői szavazás, ahol csak a második helyet szerezte, de ez is elegendő volt a győzelméhez. Ezzel megszerezte Svédország képviselésének jogát az Eurovízión. Ő volt az első olyan előadó, aki a "Második esély" után tudott győzni a Melodifestivalenen.
Robin csak a döntőben lépett fel, mivel előző évben a saját országa nyert. 62 ponttal 14. lett a döntőben, a román Cezar után és a grúz duó előtt végzett.
Pedig ha csak a zsűri szavazását nézzük, akkor harmadik helyezést ért volna el a döntőben.

## Albumok
- 2012: My Versions
- 2013: Pieces